# ها جین
ها جین (انگلیسی: Ha Jin؛ زاده ۲۱ فوریهٔ ۱۹۵۶) شاعر و نویسنده چینی آمریکایی است.